# Sergentomyia bernardae
Sergentomyia bernardae är en tvåvingeart som beskrevs av Trouillet 1982. Sergentomyia bernardae ingår i släktet Sergentomyia och familjen fjärilsmyggor. Inga underarter finns listade i Catalogue of Life.
Artens utbredningsområde är Kongo-Brazzaville.